# Prée (Mettet)
Pour les articles homonymes, voir Prée.
Prée est un hameau de la commune belge de Mettet située en Région wallonne dans la province de Namur.
Avant la fusion des communes de 1977, Prée faisait partie de la commune de Biesme.

## Situation
Prée est traversé du sud vers le nord par la Biesme, un affluent de la Sambre, entre les localités d'Oret et Wagnée au sud et en amont et de Biesme au nord et en aval.

## Description
Le hameau est assez concentré et compte une cinquantaine d'habitations dont les plus anciennes, parfois mitoyennes, ont été bâties en moellons de calcaire au cours du XIXe siècle.
Au nord de la localité se trouve la ferme de Gaÿ, une ferme en long en moellons de calcaire et briques blanchis construite pendant la seconde moitié du XIXe siècle.
Le hameau est célèbre pour avoir la spécificité de n’avoir qu’un seul nom de rue : rue de Prée.